# Househam Dutton
Househam Dutton war ein britischer Hersteller von Automobilen.

## Unternehmensgeschichte
Bryan Househam gründete 1985 das Unternehmen in der Grafschaft Lincolnshire. Die Verbindung zu L. W. Househam & Son ist unklar. Er begann mit der Produktion von Automobilen und Kits. Der Markenname lautete Househam. 1987 endete die Produktion. Insgesamt entstanden etwa drei Exemplare.

## Fahrzeuge
Das einzige Modell war der V8. Die Basis stellte der Dutton Phaeton von Dutton Cars dar. Ein V8-Motor von Rover mit 3500 cm³ Hubraum trieb die Fahrzeuge an.
Ein Fahrzeug setzte Bryan Househam bei Kit-Car-Rennen ein. Darüber hinaus bot er solche Fahrzeuge an. Überliefert sind Fahrzeuge mit den britischen Kennzeichen CFW 425 X und Q 540 OTL.
Das Auktionshaus H & H Classics versteigerte am 19. Februar 1999 ein Fahrzeug, das auf 1984 datiert ist, für 4600 Pfund.